# سامانه اتوبوس ترولی تهران
سامانه اتوبوس ترولی تهران برای نخستین بار در سال ۱۳۷۱ راه‌اندازی شد و سری اول این نوع اتوبوس‌ها وارد شد.
در سال ۱۳۸۸، سری دوم این اتوبوس‌ها نیز وارد ناوگان حمل و نقل شهری تهران شد.
به دلایل مشکلات زیادی که این نوع از اتوبوس‌ها داشتند، بعداً جمع‌آوری شدند.
مدیر عامل شرکت واحد اتوبوسرانی تهران در اواسط سال ۱۳۹۹ گفت: این اتوبوس‌ها با شکل و ظاهری نو، به تهران بر می‌گردند.

## تاریخچه
موضوع راه‌اندازی خطوط اتوبوس برقی تهران اواخر دهه ۶۰ مطرح شد. هدف توسعه حمل و نقل عمومی، کمک به کاهش آلودگی هوا و حل معضل ترافیک بود.
براساس طرح اولیه، طول مسیر خط یک اتوبوس برقی ۱۸ کیلومتر تعیین شده بود ولی سرانجام به ۸ کیلومتر کاهش یافت. شرکت کنترل ترافیک با همکاری پیمانکار خارجی پیش از سال ۱۳۶۹ همه دکل‌ها و کابل‌های تأمین برق را برپا کرد. جالب است بدانیم پروفایل حرکت ناوگان برقی در آن زمان، شباهت زیادی به مسیر فعلی اتوبوس‌های تندرو میدان آزادی به تهران‌پارس داشت.
با نصب دکل‌ها و کابل‌های هوایی، پست‌های برق نیز مورد بهره‌برداری قرار گرفت. به‌طور همزمان کار ساخت اتوبوس‌های برقی دوکابین SKODA 15Tr در کشور چکسلواکی (سابق) انجام شد. اتوبوس‌ها به صورت CBU در اروپای مرکزی (کارخانه اشکودا) تولید و با قطار باری تا ایران حمل شدند. سرانجام در سال ۱۳۷۱، این مسیر توسط رئیس‌جمهور وقت اکبر هاشمی رفسنجانی و شهردار وقت غلامحسین کرباسچی افتتاح شد.
قبل از تهران کشورهای بلوک شرق یعنی شوروی سابق (روسیه)، چک، اسلواکی، مجارستان، اوکراین، استونی، لتونی، لیتوانی و… انواع مختلف اتوبوس اشکودا را داشتند. اتوبوس‌های سری ۱۵Tr بین سال‌های ۱۹۸۸ تا ۲۰۰۴ تولید شدند. مزیت مهم این خودرو در مقایسه با اتوبوس‌های دیزلی رایج وجود کابین مفصلی با شعاع گردش زیاد، صدای بسیار کم، ظرفیت مسافرگیری بالا و تعمیر و نگهداری آسان و کم هزینه بود.
اتوبوس برقی اشکودا ۱۵Tr مشهور به ترولی باس «trolleybus»، گنجایش ۱۴۵ تا ۱۸۰ مسافر را داشت. دو پیشرانه از نوع موتور الکتریکی DC با توان ۱۲۰ و ۱۰۰ کیلووات نیروی رانشی اتوبوس را تأمین می‌کرد. برق مورد نیاز از طریق دو عدد شاخک، متصل به کابل‌های بالاسری و چند پُست اختصاصی تأمین می‌شد. اتوبوس SKODA 15Tr در ۱۳ تیپ ساخته شد.

## خطوط و ایستگاه‌ها

### خطوط قدیم
| خط   | مسیر                            | حذف  | درازا (کیلومتر) |
| ---- | ------------------------------- | ---- | --------------- |
| خط ۱ | دپوی شرق به میدان امام حسین     | ۱۳۸۶ | ۷               |
| خط ۲ | دپوی شرق به میدان امام حسین     | ۱۳۸۶ | ۷               |
| خط ۳ | میدان امام حسین به میدان خراسان | ۱۳۹۳ | ۴               |
| خط ۴ | میدان خراسان به دپوی بعثت       | ۱۳۹۳ | ۲               |
| خط ۵ | میدان امام حسین به میدان راه‌آهن | ۱۳۹۳ | ۴               |
| خط ۶ | میدان شوش به میدان امام حسین    | ۱۳۹۳ | ۶               |
| خط ۷ | میدان خراسان به دپوی شرق        | ۱۳۸۲ | ۱۱              |
| کل:  | کل:                             | کل:  | ۳۴              |

### خطوط جدید
| رنگ   | نشانه | خط               | مسیر                                      | ایستگاه‌هاالف | درازا (کیلومتر) |
| ----- | ----- | ---------------- | ----------------------------------------- | ------------ | --------------- |
| طلایی |       | خط ۱ ترولی (۴۱۹) | میدان شهدا به انتهای هفده شهریور          | --           | --              |
| سبز   |       | خط ۲             | میدان خراسان به میدان راه‌آهن (درحال ساخت) | --           | --              |
| کل:   | کل:   | کل:              | کل:                                       | ---          | ---             |

توضیحات:
- الف  در انشعاب‌ها، ایستگاه مشترک هم در شمار ایستگاه‌های خط اصلی و هم در شمار ایستگاه‌های خط منشعب‌شده آمده است.

### ایستگاه‌ها
- فهرست ایستگاه‌های اتوبوس ترولی تهران

## نگارخانه

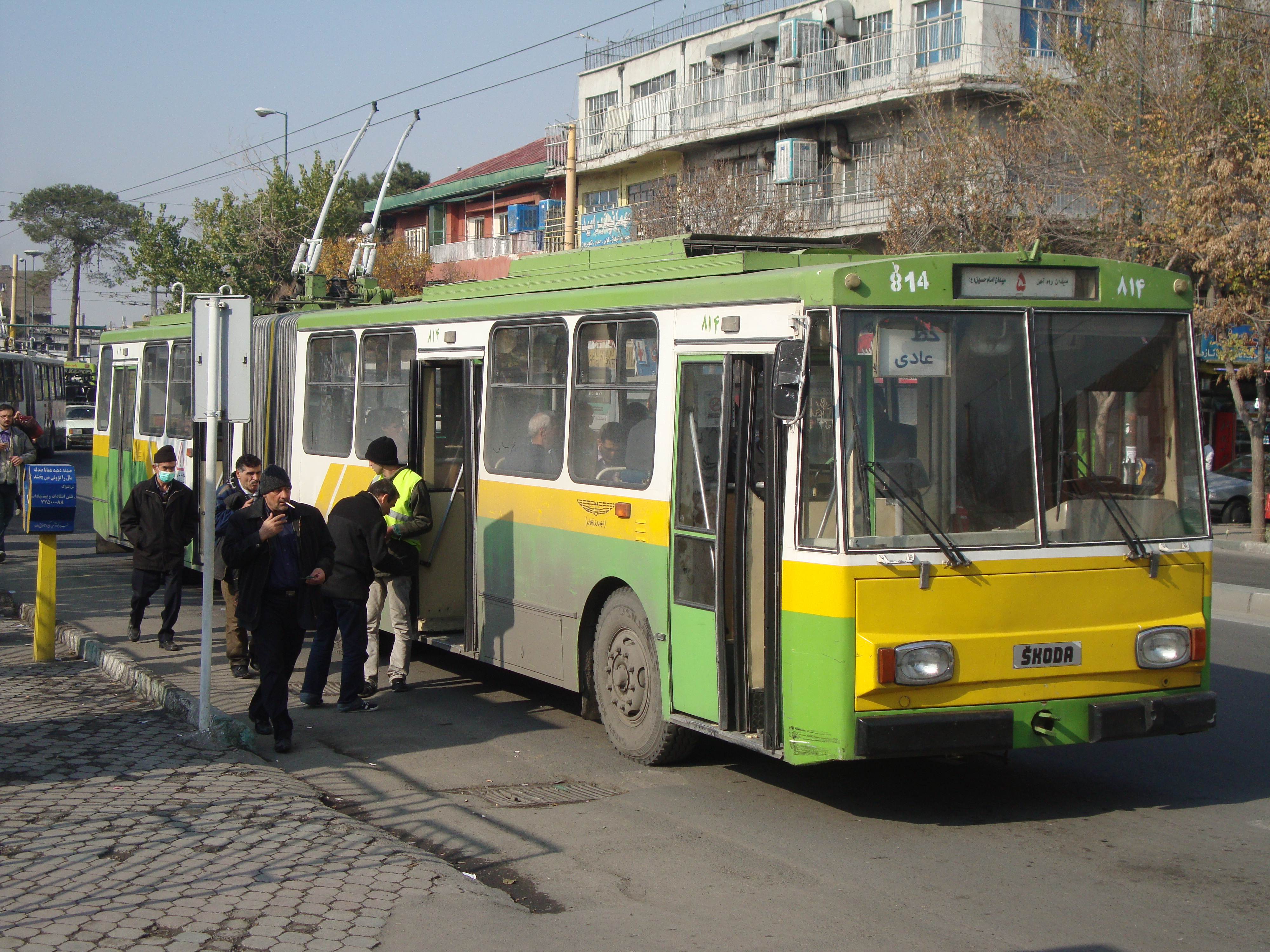
اتوبوس خط ۵
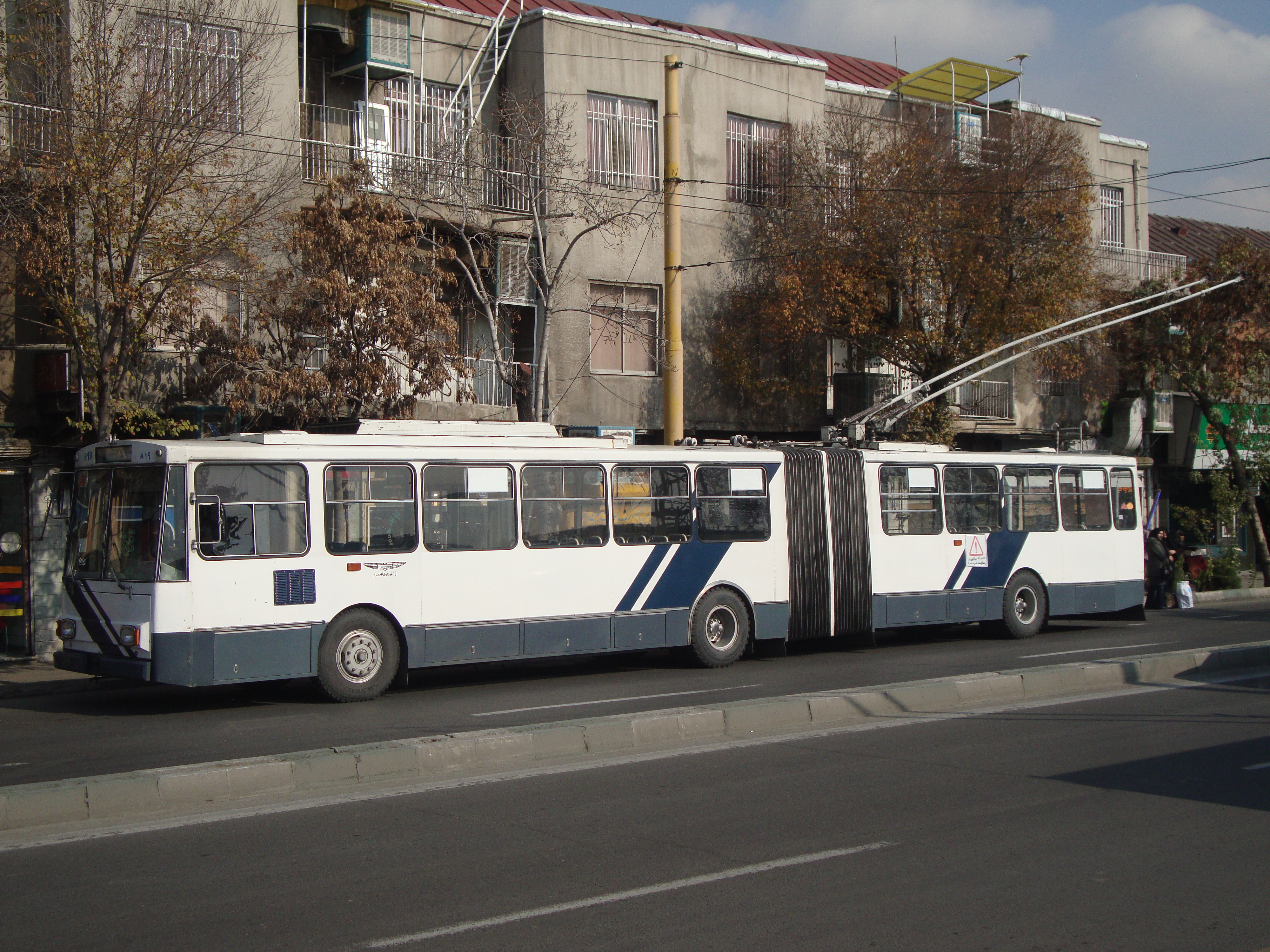
اتوبوس خط ۳